# Bede Durbidge
Bede Durbidge es un surfista profesional nacido el 23 de febrero de 1983 en Brisbane, Queensland, Australia. Durbo y The White Fijian son sus motes en el circuito surfista.

## Carrera profesional
Bede Durbidge es uno de los surfistas más jóvenes y prometedores del circuito ASP World Tour. Se abrió camino en las Australasian Junior Series y después de cuatro años en las WQS dio el salto al WCT absoluto en 2005, codeándose con el top 44 de los mejores surfistas del planeta.
Como profesional, su mejor resultado es la victoria en el Boost Mobile Pro en Trestles, San Clamente, California. Tan sólo 5 olas le bastaron a este impresionante surfista de más de 2 metros de altura para derrotar al 7 veces campeón Kelly Slater. Esta fue, sin duda alguna, su prueba de la suerte, ya que se deshizo de surfistas como Taj Burrow y el tricampeón Andy Irons. En la presente temporada consiguió el segundo puesto en el Quiksilver Pro Gold Coast de 2007.
Sus ganancias en premios en el ASP World Tour son, hasta la fecha, de 231,385$.

## Victorias
A continuación, el desglose, de sus victorias en los eventos de cada año:
- 2008

- Hang Loose Santa Catarina Pro, Florianópolis - Brasil
- 2007

- Rip Curl Pipeline Masters Hawaii, Oahu - Hawái
- 2005

- Boost Mobile Pro - Trestles, San Clemente, California

Victorias fuera del Foster's ASP World Tour:
- 2 ASP WQS:
- 2004

- Nokia Lacanau Pacific Motion Pro, Lacanau - Francia

- 2003

- Rip Curl Newquay Board Masters, Newquay - Inglaterra